# 飯綱高原

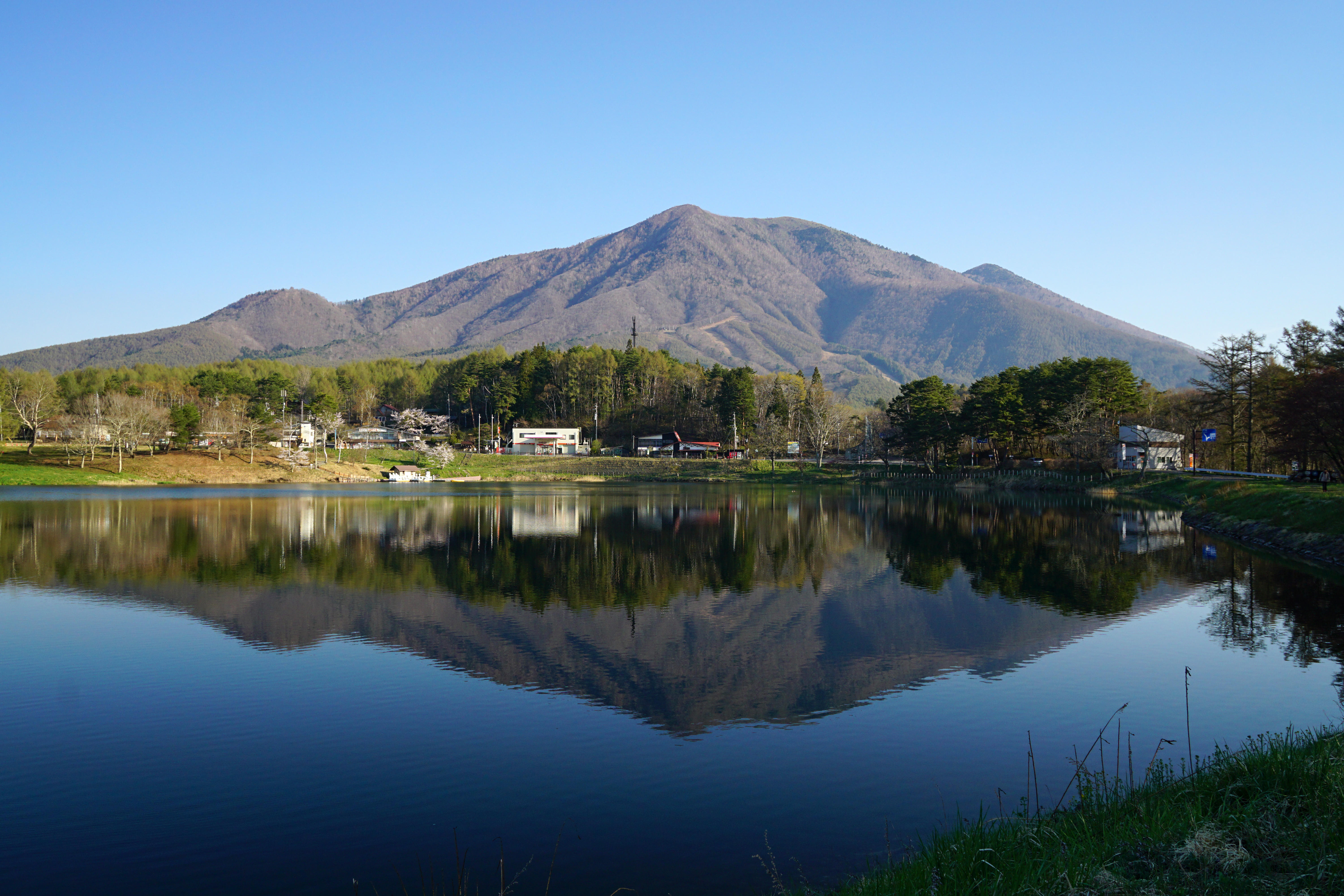
大座法師池と飯縄山

飯綱高原または飯縄高原（いいづなこうげん）は、長野県長野市芋井地区の飯縄山南東斜面に広がる高原地帯。標高約800mから1200mの範囲に広がる。

## 概要
飯綱高原には飯縄山（飯綱山）や一の鳥居苑地があるエリアのほか、飯綱高原スキー場やハイランドホール飯綱があるスキー場エリア、複数のグラウンドやボブスレー・リュージュパークがあるスポーツエリア、飯綱高原キャンプ場や大谷地湿原などがある大座法師池・キャンプ場・大谷地湿地エリア、大池や逆谷地湿原がある湖沼・逆谷地湿原エリアに分けられる。
戸隠山への修験道の一部を成したほか、一の鳥居は戸隠神社の最初の鳥居であり、辺り一帯には宿坊が多く並んでいた。
長野オリンピックでフリースタイルスキー、ボブスレー、リュージュの会場となった。高地にあるため、電力会社やNTTの無線中継所なども存在する。
そのほか高原東部にある霊仙寺湖周辺には温泉施設などもある。

## 歴史
古くから火入れが行われ、放牧や採草などが行われてきた半自然草原であり草地が広がっている。周辺の高原地は江戸時代までは入会地として、明治時代以降は民有林として採草地になっていた。特に第二次世界大戦後は草地とミズナラ林の大部分がカラマツの植林地となった。また別荘地や住宅地、ゴルフ場の開発なども行われるようになった。
1964年（昭和39年）の戸隠バードライン開通後は休養地として注目されるようになった。

## 観光スポット
- 飯縄山
  - 飯綱高原スキー場
  - いいづなリゾートスキー場
- 大座法師池
  - 飯綱高原キャンプ場
- 小天狗の森(アスレチック)
- 飯綱湖
- 大池
- 霊仙寺湖
- 大谷地湿原
- 逆谷地湿原
- 一の鳥居苑地
- 旧ダニエル・ノルマン邸

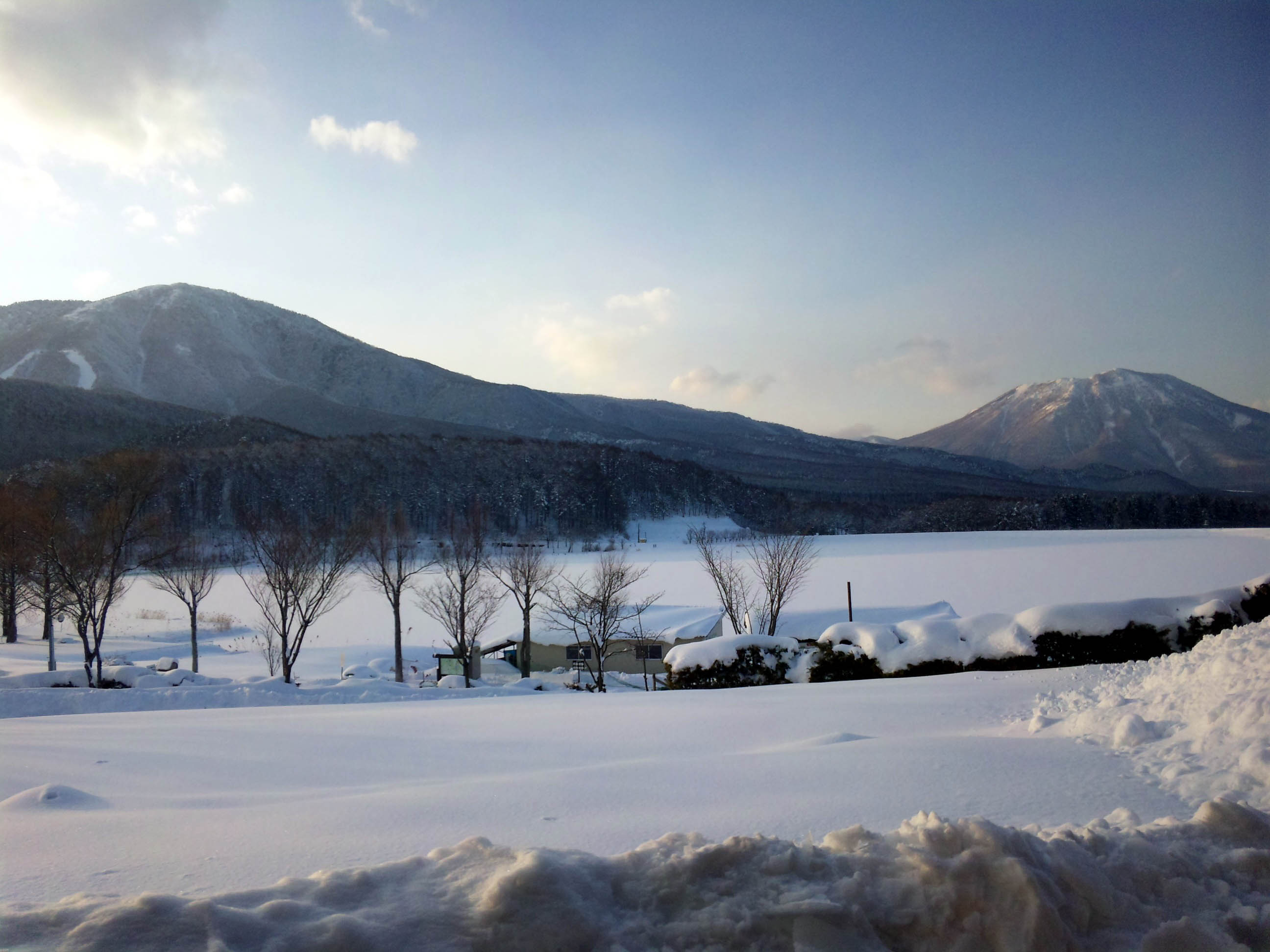
冬の霊仙寺湖の夕景
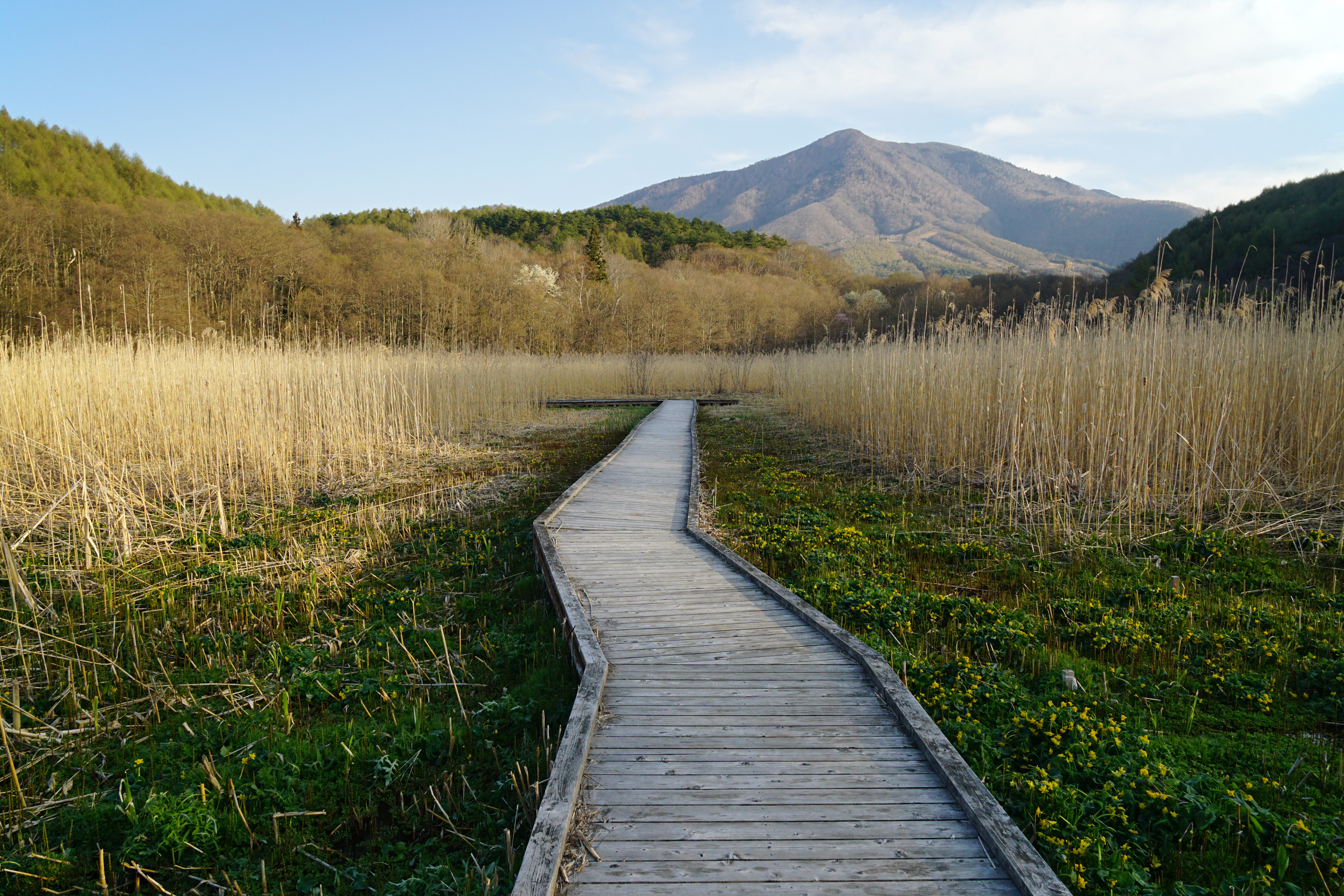
大谷地湿原
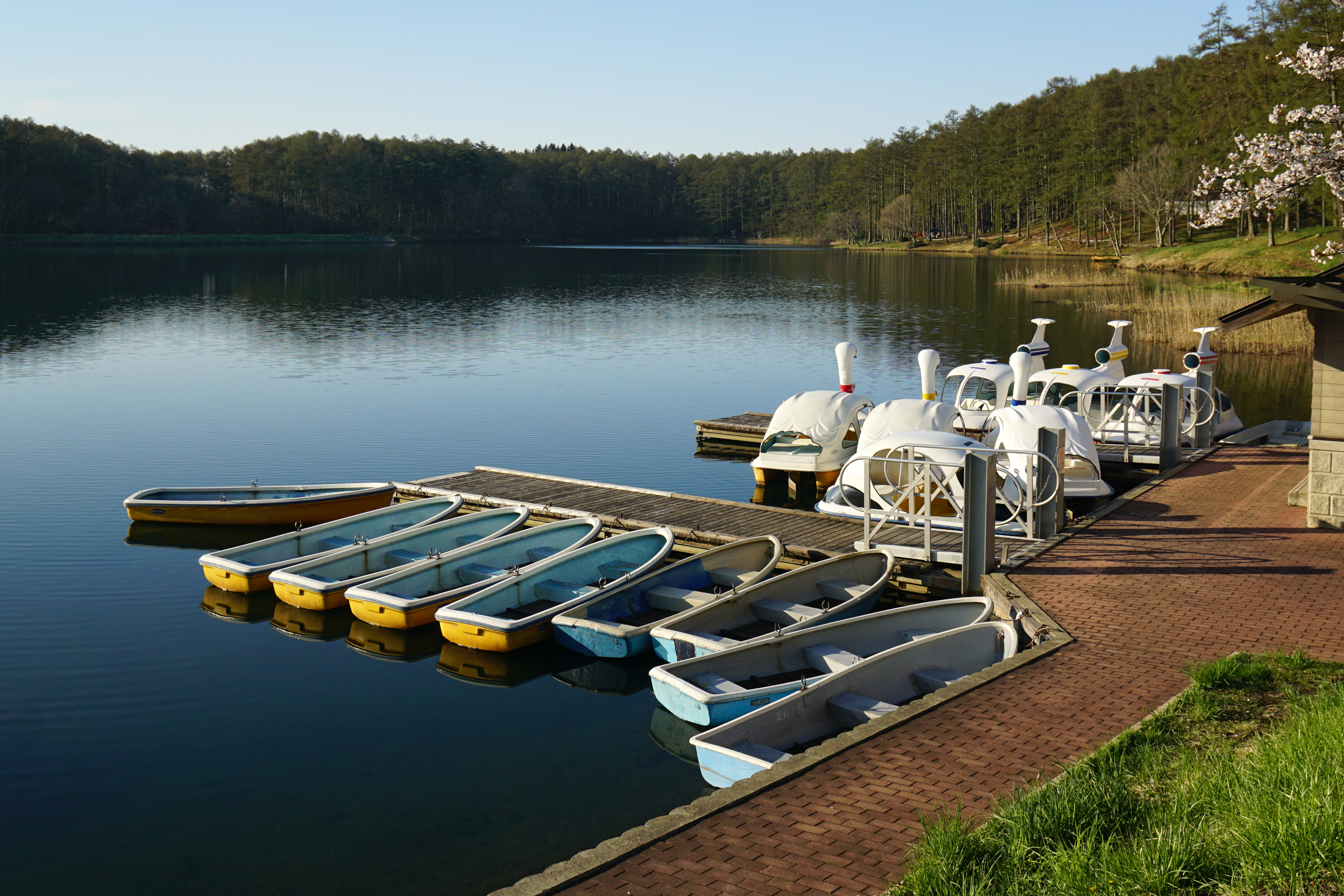
大座法師池ボート場
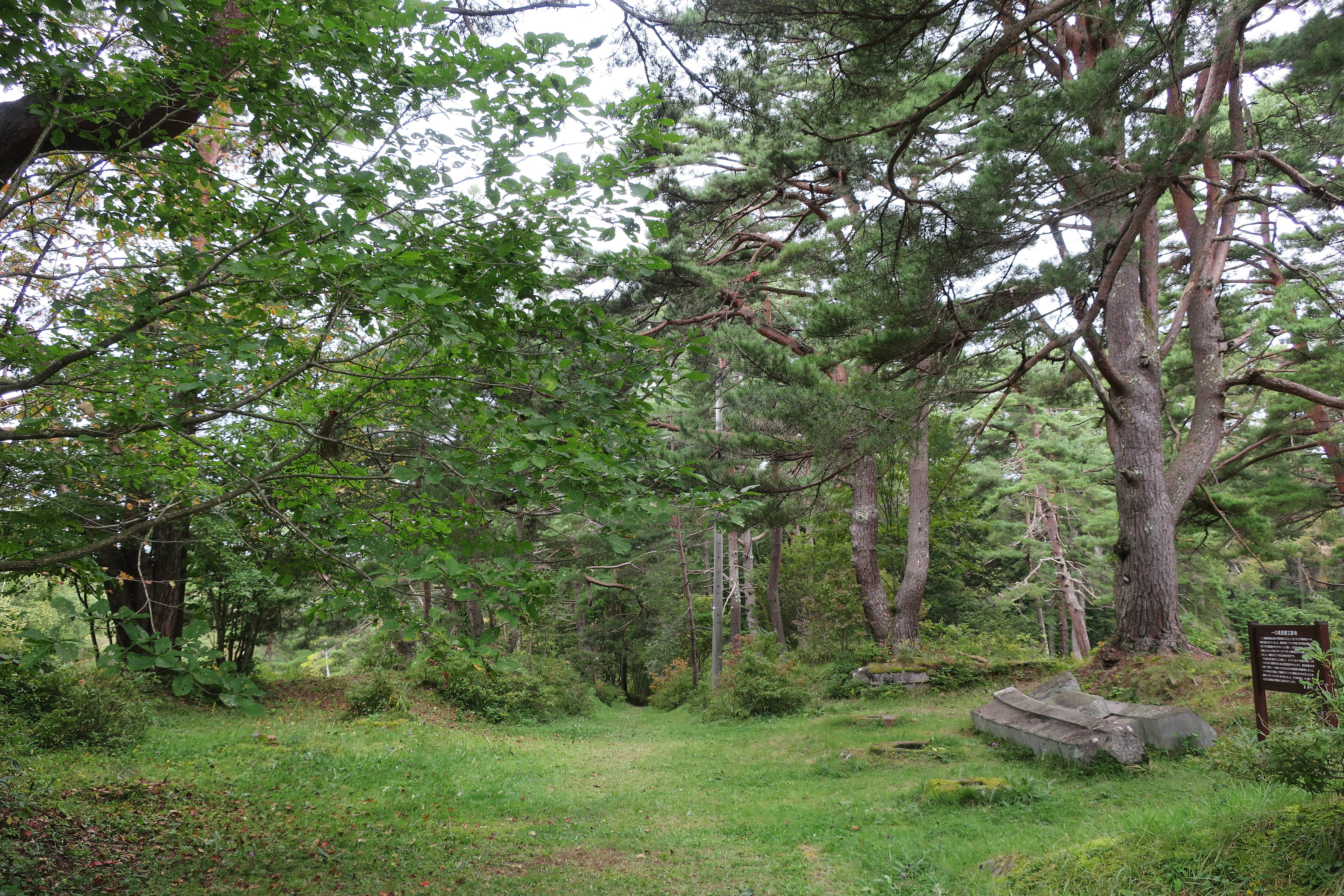
戸隠神社一の鳥居跡（一の鳥居苑地）
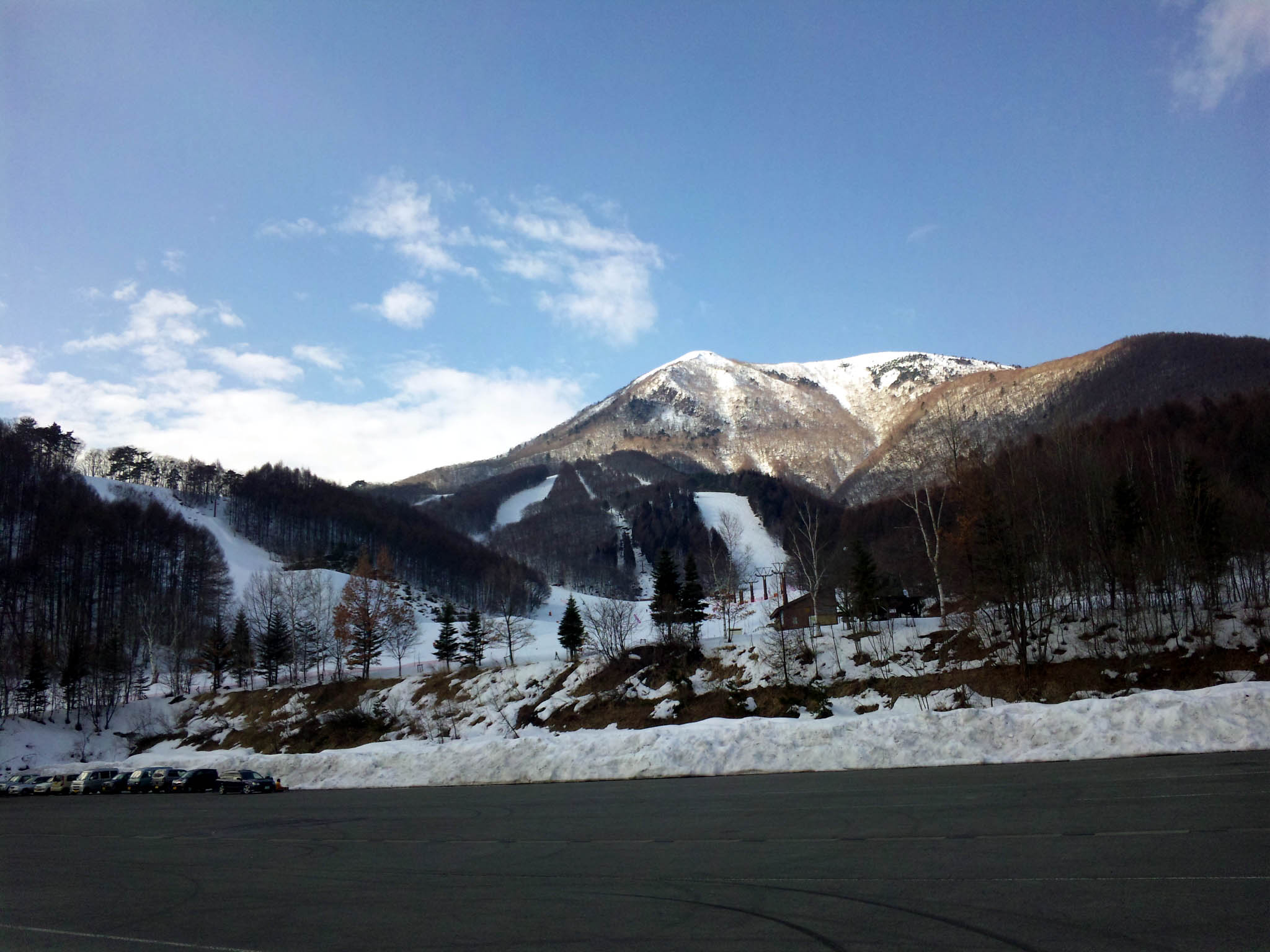
飯綱高原スキー場
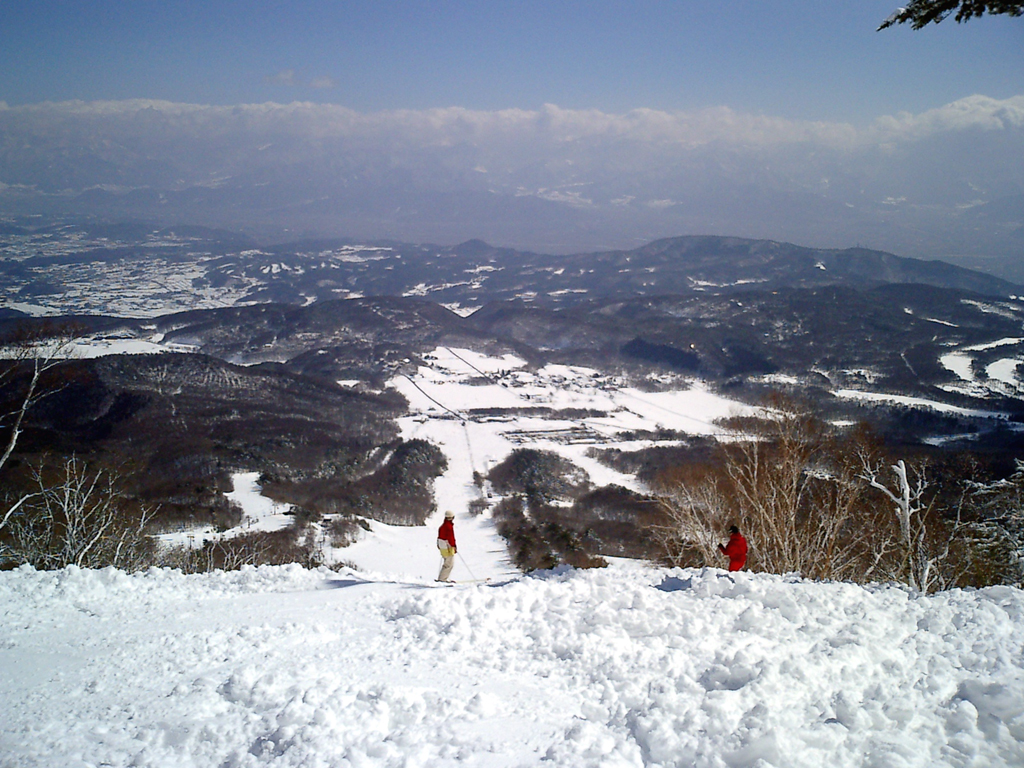
いいづなリゾートスキー場
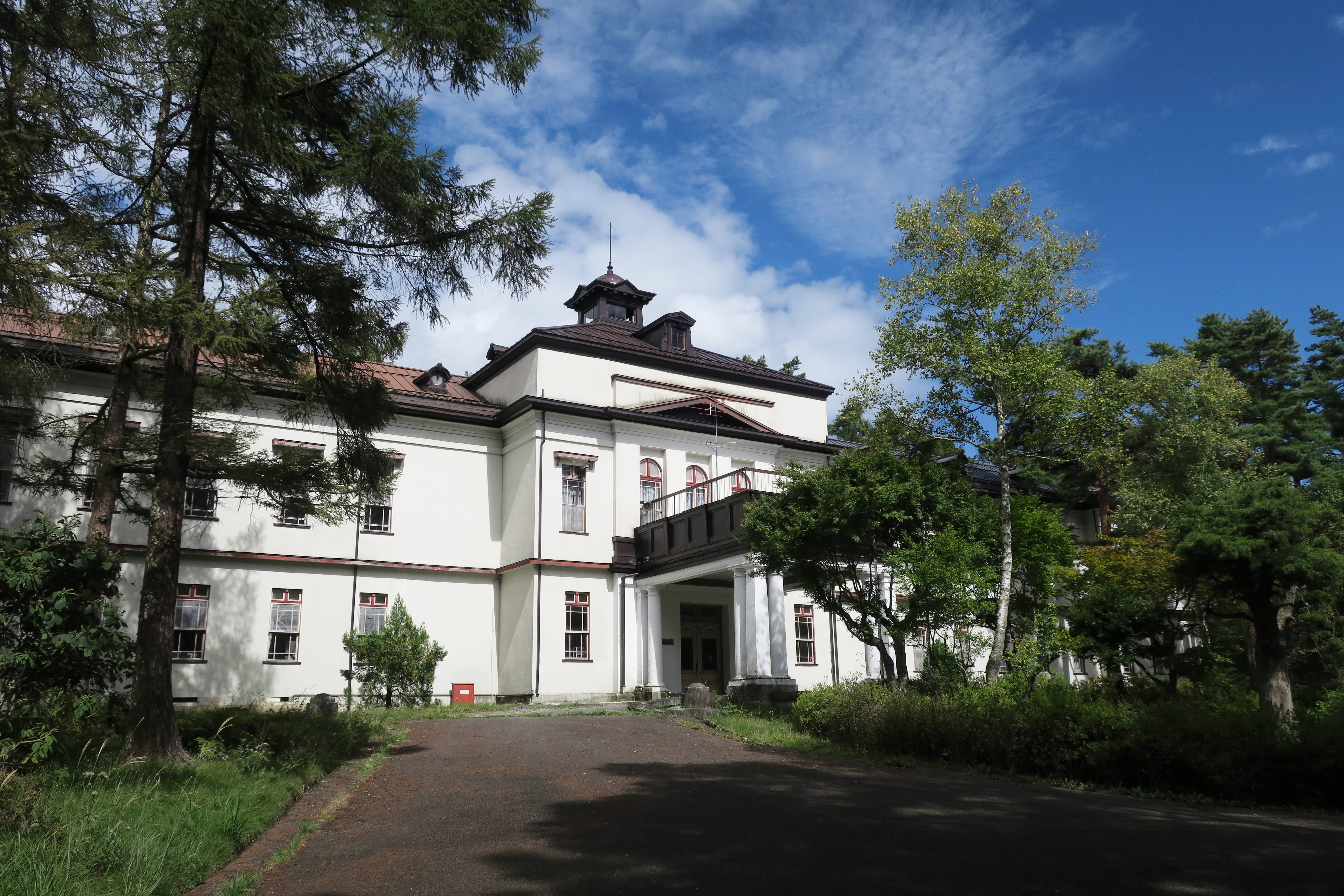
長野県自治研修所（旧長野県庁舎）
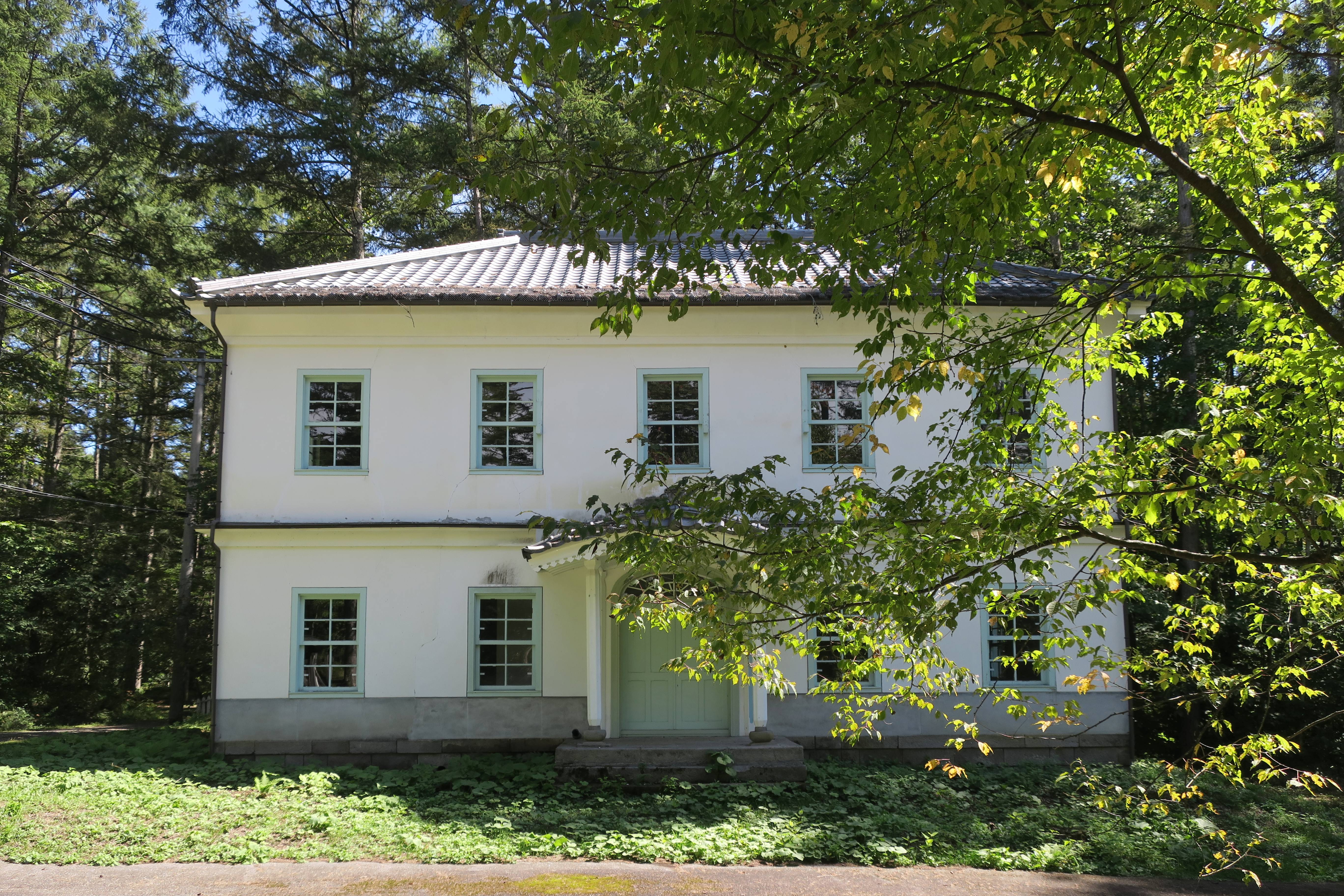
旧長野県師範学校教師館
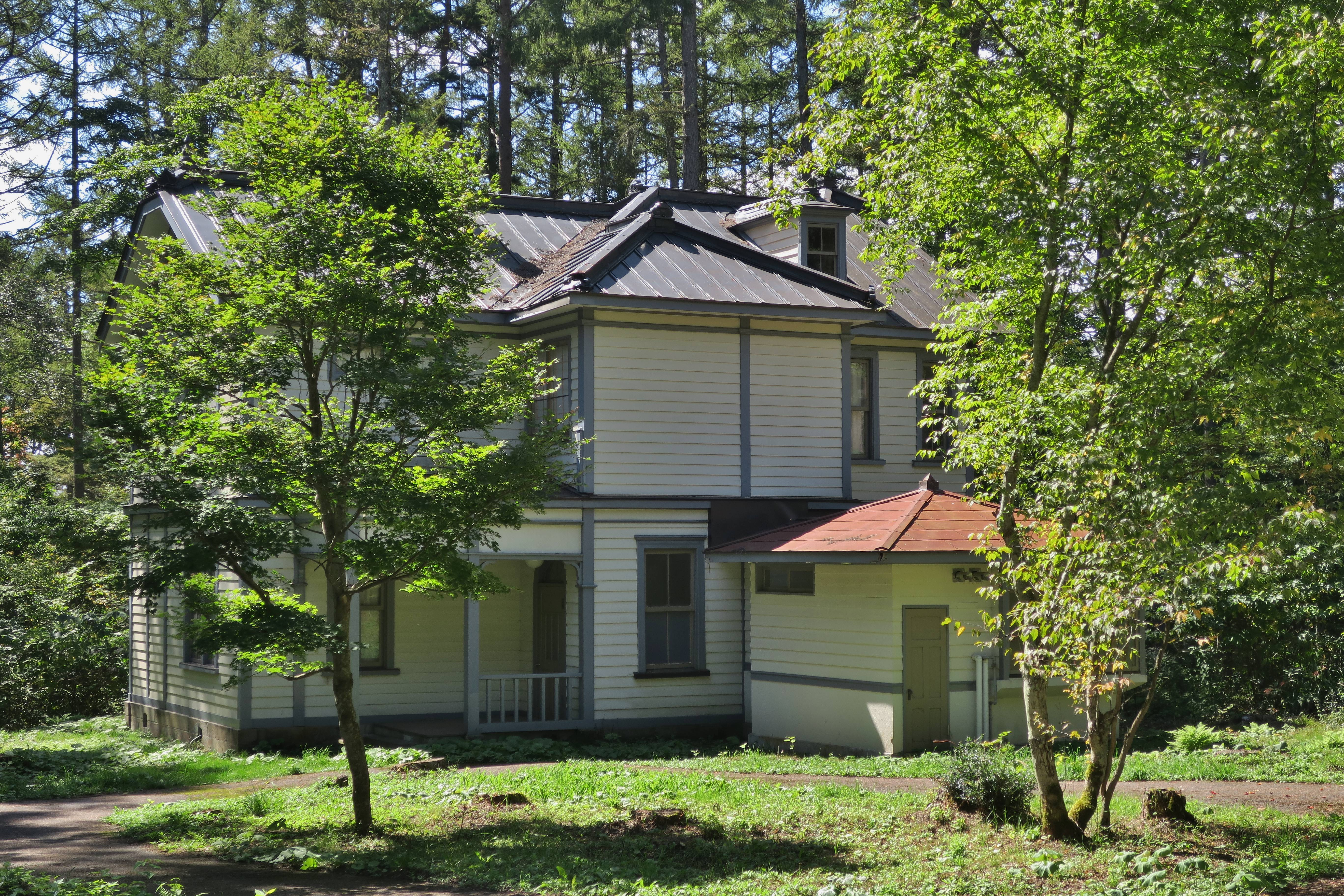
旧ダニエル・ノルマン邸
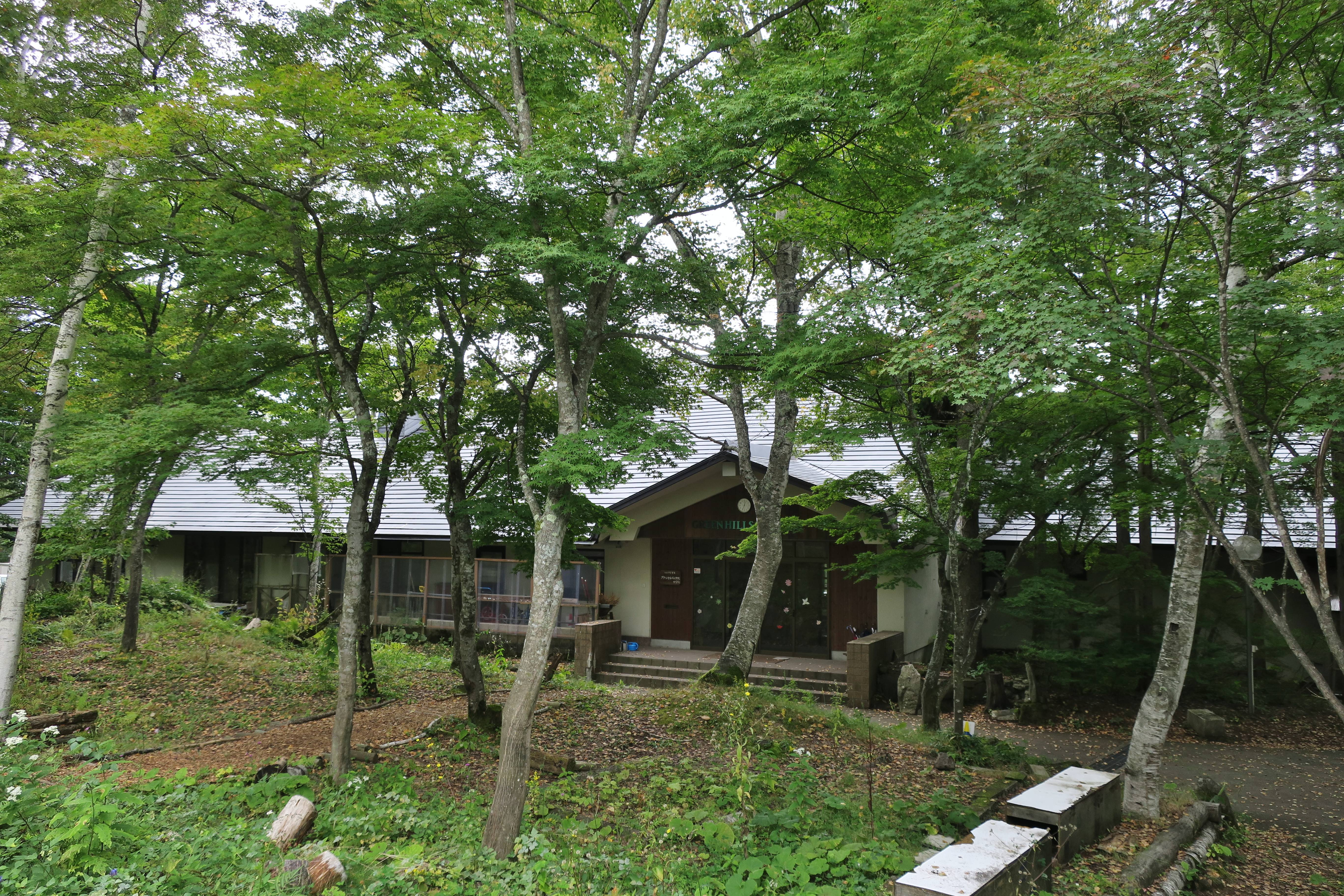
グリーン・ヒルズ小中学校

## 交通
長野市内から戸隠バードライン、浅川ループラインを使い約30分。
普通車は、長野市道大座法師池西高線（七曲り・大貨大特特定中型車通行不可）・戸隠バードラインを利用可能。
県庁前より長野県道399号長野豊野線（県庁通り）、国道406号、長野県道76号長野戸隠線、長野県道453号飯綱高原芋井線も利用可能。